# Cryptochloris (Cryptista-nemzetség)
A Cryptochloris nom. illeg. a Cryptista Cryptophyceae kládjának kevéssé leírt nemzetsége.

## Történet
1925-ben írta le Josef Schiller típusfajával, a C. vittatával együtt, ezt azonban 2004-ig nem találták meg újból. 2002-ben javasolták Novarino és Gilbert nomen conservandumként való elfogadását, azonban 2004-ben ezt elutasították 10 elutasító szavazattal 2 ajánló szavazat és 2 tartózkodás ellenében a Cryptochlorist nomen illegitimumként ismerték el, míg a magvas növények nevezéktanát vizsgáló bizottsága nem látott okot a javasolt megőrzés ellen, és az alganevezéktant vizsgáló döntésének való megfelelést 14–0 arányban szavazta meg.
1997-ben észlelték egy meg nem nevezett faját elliptikus sejttel, 6–7 μm hosszal, valószínűleg trichociszta miatti kiemelkedésekkel rendelkező sejtfelszínnel, két azonos, közel 6 μm-es ostorral a sejt egy oldalán kissé eltérő helyzettel rendelkező apikális vestibulumban a Plagioselmis prolonga fajhoz hasonlóan. E terület ventrális sejtszájba irányul a sejttest hosszanti tengelye közepén. E faj a C. vittatától egyenlő ostorhosszában és lekerekített hátsó felében tér el. A nemzetségről szóló első elektron-mikroszkópos felvételek is ekkor készültek.:1093–1094 Egy faját 1999-ben Cryptochrysis néven írták le a Szent Lőrinc-torkolatban és -áramlatban, erről Novarino 2005-ben feltételezte, hogy a Cryptochloris hibás alakja, mivel a leírt példányok hasonlítottak a Cryptochloris északi-tengeri példányaira, és hivatkozik a C. vittata Schiller 1925 fajra. Noha ezek feltehetően leíratlan fajhoz tartoznak, a formális taxonómiai leíráshoz nem voltak meg a megfelelő információk.:55
2002. július 8-án gyűjtötték C94 törzsét Salerno közelében, erről 2007-ben megállapították, hogy az MC597-73 testvércsoportja.

## Morfológia
A sejt átlagos átmérője közel 5 μm, sejtfala lapos, nem lemezes.:55 Vastag ajak veszi ventrális sejtszáját körül, ennek jobb oldalán van ostorai gyökere. Perifériás ejektoszómái miatt sejtfalán kiemelkedések vannak. Ostorai pikkelyesek lehetnek, de nem ismert pikkelyszerkezete.:56–57 Fénymikroszkópos felvételeken látható elülső fényvisszaverő szemcséje.:659
2 kloroplasztisza van, nukleomorfuk pirenoidon kívül van.

### Hasonló fajok
Egy leíratlan faja a Teleaulax minuta fajhoz hasonló.:659 E faj a C. vittatától színében tér el – a Teleaulax vörös, míg a Cryptochloris zöld.:658

## Élőhely
A Szent Lőrinc-folyóban, a Földközi-, az Északi-, az Alborán-tengerben él 40–140 m mélységben, vagyis a mély klorofillmaximumban és az alatt.:55, 57

## Életmód
Mixotróf, vagyis kloroplasztisza révén fotoszintézisre, sejtszája révén fagocitózisra képes.:55

## Pigmentek
Fikocianinja miatt kékeszöld.

## Ökológia
Decemberben virágzik leginkább, de kisebb októberi és januári virágzásait is megfigyelték 2004-ben.:374

## Taxonómia
Egy leírt és legalább 2 hivatalosan le nem írt faja van. 2006-ban 2 törzsét találták meg Nápoly partjai közelében.